# Benito Machado
José Benito Machado (Chascomús, 1823 - Tandil, julio 1909) fue un militar argentino, que se destacó en las luchas contra los indígenas de la provincia de Buenos Aires.

## Biografía
Hijo del estanciero Jacinto Machado, tuvo una educación básica en Buenos Aires.
En 1839, su padre participó en la revolución de los Libres del Sur. Después de la batalla de Chascomús fue arrestado y fusilado al año siguiente, junto con su hermano. Benito huyó a Montevideo.
Desde 1843 en adelante, fue soldado de la defensa contra el sitio de Montevideo en la compañía del después general Gelly y Obes. Participó en la campaña de 1844 al interior del Uruguay, a órdenes de Fructuoso Rivera, combatiendo en algunas batallas menores.
Emigró a Brasil, de donde pasó a la provincia de Corrientes, donde se incorporó al ejército del general Paz. Al año siguiente hizo la campaña a Santa Fe a órdenes de Juan Pablo López, y en la retirada luchó en el desastre de Malabrigo. Hizo también la campaña defensiva de 1846 y, al fracasar la revolución de Paz, emigró junto con él a Brasil.
Regresó a Buenos Aires después de la batalla de Caseros y participó en la revolución de septiembre de 1852. Incorporado al ejército del Estado de Buenos Aires, fue enviado al interior de la provincia, donde participó en la batalla de San Gregorio.
En 1854 fue nombrado comandante militar de Lobería, en la zona recién incorporada al territorio dominado por la población blanca, y combatió contra los indígenas que intentaron recuperar esa zona, especialmente el cacique Manuel Grande, de las fuerzas de Calfucurá. Al año siguiente pasó a ser comandante de Tandil. Hizo la campaña a Salinas Grandes a órdenes del entonces coronel Wenceslao Paunero y –tras un tiempo de guarnición en Bahía Blanca– logró una victoria importante en Carmen de Quequén. Esa victoria le dio mucha fama en la zona, y el estanciero Juan Nicanor Fernández lo premió con una espada con detalles de oro y con parte de la hacienda que había rescatado. Con ellas comenzó su carrera de estanciero, en un campo en la frontera. También fue ascendido al grado de coronel y nombrado comandante del fuerte "Sol de Mayo" y del regimiento acantonado allí, que llevaba ese nombre.
En 1859 defendió el oeste de la provincia del ataque de los indígenas aliados de Urquiza, que así logró distraer fuerzas porteñas, que no lucharon en Cepeda. Colaboró con el coronel Ignacio Rivas en la defensa de Cruz de Guerra, y poco después recuperó Tandil, que había caído en manos de Pedro Rosas y Belgrano.
Dos años más tarde participó en la batalla de Pavón, donde sus fuerzas fueron dispersadas por los generales Ricardo López Jordán y Juan Saá antes de la retirada de Urquiza.
En 1863 fue nombrado comandante de la línea de fronteras "Costa Sur", con sede en Lobería; dos años más tarde fundó el fuerte y pueblo de Tres Arroyos, donde trasladó su comandancia. Peleó en los combates de "La Tigra" y "Las Mostazas".
Su doble condición de estanciero y de comandante militar lo llevó a abusar de su mando y a emplear a sus soldados como peones gratuitos en sus campos. Fue denunciado repetidamente por ello, pero sus superiores ocultaron las acusaciones, aunque fue reemplazado de su mando militar sin mayores explicaciones. Se ha observado que entre sus soldados —gauchos reclutados a la fuerza— hubo un desertor llamado Melitón Fierro, que habría inspirado el Martín Fierro de José Hernández, que en esa época visitó varias veces la región.
Pasó los siguientes años encargado de la inspección de diversas zonas de la frontera, y fue un importante promotor del desarrollo de Tandil.
Apoyó la revolución de 1874, dirigida por Bartolomé Mitre, y fue uno de los jefes de la caballería derrotada en la batalla de La Verde. Fue arrestado tras la capitulación de La Verde y estuvo varios meses preso en Luján, tras lo cual fue dado de baja.
Fue reincorporado hacia 1876, pero no se le dio mando de tropa; a pesar de su experiencia, no participó en la Conquista del Desierto, dirigida en 1879 por Julio Argentino Roca.
En 1880 participó en la revolución de Carlos Tejedor contra la federalización de Buenos Aires, y fue nuevamente dado de baja. Fue reincorporado tres años más tarde para cobrar la jubilación. En 1890 se puso a órdenes del general Juan Ayala en la represión de la revolución radical.
Vivió sus últimos años en Tandil, dedicado a administrar su estancia y gestionar ante las autoridades provinciales las necesidades de los habitantes de la zona.
Murió en Tandil en julio de 1909.
Una calle de San Bernardo del Tuyú y otra en Morón, y un barrio en Tres Arroyos, todas ciudades de la provincia de Buenos Aires, llevan su nombre.